# Leandro Lima
George Leandro Abreu de Lima, beter bekend als Leandro Lima, (geboren op 9 november 1985 in Fortaleza), is een Braziliaanse voetballer die uitkomt voor het Zuid-Koreaanse Daegu FC. 

## Clubcarrière
Na zijn professionele debuut met AD São Caetano, ging Leandro Lima met Brazilië U-20 naar zowel het Wereldkampioenschap onder de 20 en het Zuid-Amerikaanse kampioenschap onder de 20. 
In juli 2007 tekende hij een vijfjarig contract bij FC Porto. Daar wist hij niet door te breken. Ook bleken zijn identiteitsgegevens vals te zijn. In zijn valse gegevens stond dat hij geboren was op 19 december 1987, en dat hij Luis Abreu Leandro Lima zou heten.
Lima werd in het seizoen 2008-09 verhuurd aan Vitória FC. Op 17 juli 2009, werd hij opnieuw uitgeleend, ditmaal aan het Braziliaanse Cruzeiro EC. Kort hierna nam Cruzeiro Lima definitief over. In mei 2010 ontbond Cruzeiro het contract van Lima en acht van zijn teamgenoten. 
Lima vond vervolgens onderdak bij het Portugese União Leiria in augustus 2010. Een jaar later vertrok hij transfervrij naar Avaí FC in Brazilië. In januari 2012 tekende Lima bij het Zuid-Koreaanse Daegu FC. Nadat zijn contract in januari 2013 afliep was Lima clubloos. In juli 2013 tekende hij wederom bij Daegu FC.